# Irene Hueck
Irene Hueck (* 1934) ist eine deutsche Kunsthistorikerin.
1961 wurde sie an der Universität München mit der Dissertation „Das Programm der Kuppelmosaiken im Florentiner Baptisterium“ promoviert und war anschließend bis 1963 Assistentin am Lehrstuhl für Kunstgeschichte der Technischen Hochschule Aachen. Im Oktober 1963 ging sie als Stipendiatin an das Kunsthistorische Institut in Florenz, wo sie im April 1965 Photothekarin wurde und dann von Dezember 1969 bis zu ihrer Pensionierung im April 1999 Leiterin der Photothek war. Im Ruhestand blieb sie zunächst in Florenz, bis sie 2005 nach Lüdenscheid zog.

## Veröffentlichungen (Auswahl)
- Das Programm der Kuppelmosaiken im Florentiner Baptisterium. München 1962.
- Fritz Selve, Luigi Calderini und der „Monumentalbrunnen“. Geschichts- und Heimatverein Lüdenscheid. Lüdenscheid 2007, ISBN 978-3-9804512-8-4.